# Jaime Colson
Jaime Antonio Gumercindo González Colson (n. 1901, Puerto Plata⁠(d), Puerto Plata⁠(d), Republica Dominicană – d. 1975, Santo Domingo, Republica Dominicană) a fost un pictor, scriitor și dramaturg dominican născut în Tubagua, Puerto Plata, în 1901. Este amintit ca unul dintre cei mai importanți artiști dominicani ai secolului al XX-lea și ca una dintre figurile de referință ale mișcării moderniste din arta dominicană a secolului al XX-lea, alături de Yoryi Morel, Dario Suro și Celeste Woss y Gil.

## Date biografice
Colson González s-a născut în Republica Dominicană, la 13 ianuarie 1901, în orașul Tubagua. Tatăl său, Antonio González, era un comerciant spaniol, iar mama sa, Juana María Colson Tradwell, era fiica unor imigranți americani. Bunicii materni ai lui Colson au fost Henry Colson și Mary Eliza Tradwell, care erau imigranți anglo-americani din Boston. 
Încurajat de mama sa, Colson a călătorit la Barcelona în 1919 pentru a studia arta. Acolo a urmat cursurile Școlii de Arte Frumoase din Barcelona sub îndrumarea pictorilor Cecilio Pla, Julio Romero de Torres și Pedro Carbonell. În această perioadă, tânărul artist a decis să-și schimbe numele de familie din cel paternal în cel matern, considerându-l prea comun. Primele sale lucrări au fost influențate de estetica artistică și literară Noucentisme, predominantă în Barcelona la acea vreme, precum și de alte mișcări de avangardă ale epocii.
Între 1920 și 1923, Colson a urmat cursurile Școlii de Arte Frumoase San Fernando din Madrid, unde a învățat de la pictorii José Moreno Carbonero, Joaquín Sorolla y Bastidas și José Garnelo. După anii de formare din Madrid, s-a întors la Barcelona, unde a fost prezentat la Círculo Artístico Real, de Santiago Rusinol și Joaquin Terruella Matilla.
A locuit la Paris între 1924 și 1934, unde a cunoscut operele lui Pablo Picasso și Giorgio De Chirico, care i-au influențat foarte mult picturile din anii '30-'40. În această perioadă, Colson s-a adâncit în estetica cubistă și suprarealistă, evocând o întoarcere la clasic și o irealitate.

## Cariera artistică
Colson a întâmpinat dificultăți financiare în Paris, unde vânzările lucrărilor sale au fost minime. La sugestia scriitorului dominican Pedro Henríquez Ureña și a poetului mexican Maples Arce, Colson a plecat în Mexic în 1934, sperând să-și îmbunătățească situația. Acolo, a organizat o expoziție personală sponsorizată de Secretarul Educației și a început să predea la Școala de Artă a Muncitorilor. În această perioadă, Colson s-a dedicat și ilustrației, creând ilustrații suprarealiste alb-negru pentru cartea Eco a prietenului său, poetul Elías Nandino, publicată în 1934. Aceste ilustrații, care înfățișau torsuri și organe genitale masculine, răni sângerânde și organe mutilate, au fost celebre la acea vreme. 
În Mexic, Colson s-a împrietenit cu artiști și scriitori precum María Izquierdo, José Gorostiza, Antonin Artaud, Wifredo Lam și cu studentul său cubanez, Mario Carreño. În 1938, Colson a părăsit Mexicul și a călătorit spre Havana, Cuba, însoțit de Mario Carreño. Acolo, a locuit și a predat timp de câteva luni, organizând o expoziție de artă, înainte de a se întoarce în țara sa natală, după douăzeci de ani de absență.
La 26 mai 1938, Colson a sosit în Santo Domingo și a expus pentru prima dată în țara sa la Ateneul Dominicană. La scurt timp după sosire, a primit o comandă din partea regimului Trujillo pentru un portret al dictatorului. Deși Colson a insistat să îl realizeze din realitate, a avut un singur interviu cu dictatorul înainte de a nu-l mai întâlni niciodată. Prima sa schiță, care îl înfățișa pe Trujillo prea realist, adică așa cum era, adică mulatru, a fost respinsă. Colson a început din nou, dar în cele din urmă nu a mai terminat portretul. Convins că cariera sa artistică ar fi înăbușită sub un regim atât de represiv, Colson a decis să se întoarcă la Paris în 1938.
În anul următor, la Paris, a expus la prestigioasa Galerie Berheim-Jeune zece picturi și desene, alături de artiștii Mario Carreño și Max Jiménez. Cu toate acestea, Colson se află în mijlocul celui de-al Doilea Război Mondial, fapt care l-a obligat să se refugieze la Barcelona. Ca parte a numeroaselor lucrări pe care le-a realizat în Spania, Colson a pictat un set de picturi murale pe insula Mallorca.
În 1950, Colson s-a întors în Republica Dominicană și a fost numit director general al Școlii Naționale de Arte Frumoase de către Trujillo. Cu toate acestea, în 1952, a demisionat din funcție după mai puțin de doi ani. După demisie, Colson s-a refugiat în Tamboril, în casa vechiului său prieten, scriitorul dominican Tomás Hernández Franco, ilustrând mai târziu pentru cartea sa Cibao, cu desene care înfățișează viața de zi cu zi a localnicilor din Cibao. Tot acolo i-a făcut și un portret cunoscut.
În 1957, Colson a călătorit la Caracas, Venezuela, pentru a organiza o expoziție. Cu toate acestea, directorul general al Artelor Frumoase nu a aprobat expoziția, motivul rămânând necunoscut. Colson a fost nevoit să-și schimbe planurile și a fugit practic în Haiti cu foarte puține lucrări de mici dimensiuni, lăsând personal ambasadorului țării sale, Brea Messina, o colecție uriașă de lucrări, inclusiv întreaga serie "La Catharsis" și cele mai bune din perioada sa de "revigorare a cubismului", care au dispărut în mare parte.

## Stilul
Lucrările lui Colson îmbină mai multe stiluri artistice, printre care cubismul, suprarealismul, simbolismul, expresionismul și neoclasicismul, creând astfel un stil unic numit neoumanism. În timpul petrecut la Paris, Colson a devenit familiar cu lucrările lui Giorgio De Chirico și Pablo Picasso, care au fost două dintre cele mai mari influențe ale sale. Influența lui De Chirico poate fi observată în lucrările sale din anii 1930 și 1940, în utilizarea perspectivei și a scenografiei, temele spre metafizic și suprarealist, întoarcerea la clasici, atmosferele ireale și reinterpretările mitologiei mediteraneene. Toate acestea au pătruns profund în estetica lui Colson. Misterul și singurătatea care emană din picturile lui De Chirico pot fi văzute și în opera lui Colson.
În plus, Colson a fost influențat de cărțile lui Sigmund Freud, a cărui analiză a viselor a avut un impact asupra picturilor mai suprarealiste ale lui Colson. Temele religioase sau mistice au fost, de asemenea, explorate în mod repetat în diversele sale picturi și picturi murale ecleziastice, reprezentând subiecte biblice și hagiografice, cum ar fi El compte Arnau, una dintre cele mai colorate și faimoase lucrări ale sale. Alte lucrări includ Baquiní y la ciguapa del Camú din 1949, care prezintă un priveghi ritual pentru un copil mort.
În pictura sa din 1962, Los heroes de la calle Espaillat, Colson surprinde perfect toată evoluția sa, de la cubism, pictură religioasă, pictură în frescă și neoumanism, dar și datorită temei sale, pătrunde în mediul social și politic al vremii, aducând un omagiu studenților revoluționari care au fost arestați, torturați și uciși de dictatură, la 20 octombrie 1961. Această lucrare reprezintă o critică puternică la adresa regimului Trujillo și a represiunii sale, iar Colson a riscat mult prin crearea acestei picturi. Acesta este un exemplu de cum arta poate fi folosită pentru a transmite un mesaj politic și social puternic.

## Decesul
În ultimii ani ai vieții sale, Colson și-a dedicat timpul continuării operei sale și predării tehnicilor de pictură murală. A murit de edem pulmonar la Santo Domingo, la 20 noiembrie 1975, la vârsta de 74 de ani, după ce a suferit de cancer la gât din cauza obiceiului său de a fuma. Colson a fost căsătorit cu pictorul și sculptorul japonez Toyo Yutaka Karimoto.

## Galerie

Sărbătoarea Guachupita
Merengue
Visul
Figuri metafizice
fără titlu (1943)
Contele Arnau
Amintiri
fără titlu
Buna Vestire